# Rifugio Mulaz
Das Rifugio Mulaz, vollständiger Name Rifugio Giuseppe Volpi al Mulaz, (deutsch Mulaz-Hütte) ist eine Schutzhütte der Sektion Venedig des italienischen Alpenvereins CAI in der Palagruppe in der Provinz Belluno. Die in der Regel von Mitte Juni bis Mitte September geöffnete Hütte verfügt über 52 Schlafplätze sowie einen Winterraum mit 12 Schlafplätzen.

## Lage
Die Schutzhütte liegt am oberen Talende des Val Focobon etwa 50 m unterhalb des Passo del Mulaz auf 2571 m s.l.m. im Gemeindegebiet von Falcade. Das Rifugio liegt in der Focobongruppe, wie die nordöstliche Untergruppe der Palagruppe genannt wird. An der Hütte führen der Dolomiten-Höhenweg 2 und der Europa Höhenweg 2 vorbei.

## Geschichte
Das Rifugio Mulaz wurde 1907 von der CAI Sektion Venedig errichtet. Der Bau konnte dank der finanziellen Hilfe von Freunden der Familie Volpi zwischen 1959 und 1960 erweitert werden und wurde deswegen dem Unternehmer und Politiker Giuseppe Volpi gewidmet. In der Folgezeit wurde das Rifugio mehrmals modernisiert.

## Zugänge
- Vom Passo Valles, 2032 m ⊙ auf Weg 751 in 3 ½ Stunden
- Vom Passo Rolle, 1984 m ⊙ auf Weg 710 in 2 Stunden
- Von Falcade, 1200 m ⊙ auf Weg 722, 751 in 4 Stunden
- Von Gares, 1381 m ⊙ auf Weg 754, 752, 722 und 751 in 5 Stunden

## Übergänge und Nachbarhütten
- Zum Rifugio Rosetta – „Giovanni Pedrotti“, 2581 m ⊙ auf Weg 703 in 4 ½ Stunden
- Zum Rifugio Bottari, 1573 m ⊙ auf Weg 753, 774 in 3 Stunden
- Zum Bivacco Brunner, 2665 m ⊙ auf Weg 703, 716 in 2 ½ Stunden